# Kosmowo (obwód wołogodzki)
Kosmowo (ros. Космово) – wieś w Rosji, w rejonie mieżdurieczeńskim obwodu wołogodzkiego. W 2010 r. liczyła 45 mieszkańców.